# Ernst Christiansen
Ernst Christiansen, né le 28 mars 1891 à Roskilde (Danemark) et mort le 4 décembre 1974 à Copenhague (Danemark), est un homme politique danois membre du Parti communiste (qu'il dirige) et ancien ministre.